# Championnats du monde de cyclisme sur route 1966
Navigation
Lasarte-Oria 1965 Heerlen 1967
Les championnats du monde de cyclisme sur route 1966 ont eu lieu le 28 août 1966 au Nürburgring en Allemagne.  

## Résultats
| Épreuves :                                       | Or                                                                  | Or              | Argent                                                          | Argent | Bronze                                                              | Bronze |
| Épreuves masculines                              |                                                                     |                 |                                                                 |        |                                                                     |        |
| Hommes - course en ligne                         | Rudi Altig Allemagne de l'Ouest                                     | 7 h 21 min 10 s | Jacques Anquetil France                                         | m.t.   | Raymond Poulidor France                                             | m.t.   |
| Hommes - amateurs - course en ligne              | Evert Dolman Pays-Bas                                               | -               | Leslie West Royaume-Uni                                         | -      | Willy Skibby Danemark                                               | -      |
| Hommes - amateurs - contre-la-montre par équipes | Danemark Werner Blaudzun Jørgen Hansen Ole Højlund Flemming Wisborg | -               | Pays-Bas Eddy Beugels Tiemen Groen Harry Steevens Rini Wagtmans | -      | Italie Attilio Benfatto Luciano Dalla Bona Mino Denti Pietro Guerra | -      |
| Épreuve féminine                                 |                                                                     |                 |                                                                 |        |                                                                     |        |
| Femmes - course en ligne                         | Yvonne Reynders Belgique                                            | -               | Keetie Hage Pays-Bas                                            | -      | Aino Pourenen Union soviétique                                      | -      |

## Tableau des médailles
| Rang  | Nation               | Or | Argent | Bronze | Total |
| ----- | -------------------- | -- | ------ | ------ | ----- |
| 1     | Pays-Bas             | 1  | 2      | 0      | 3     |
| 2     | Danemark             | 1  | 0      | 1      | 2     |
| 3     | Allemagne de l'Ouest | 1  | 0      | 0      | 1     |
| 3     | Belgique             | 1  | 0      | 0      | 1     |
| 5     | France               | 0  | 1      | 1      | 2     |
| 6     | Royaume-Uni          | 0  | 1      | 0      | 1     |
| 7     | Italie               | 0  | 0      | 1      | 1     |
| 7     | Union soviétique     | 0  | 0      | 1      | 1     |
| Total | Total                | 4  | 4      | 4      | 12    |